# SYSTRAN
SYSTRAN (SYStem TRANslation) — программная система машинного перевода, разработанная Питером Томой в 1960-х годах и с тех пор многократно обновленная и расширенная. SYSTRAN разрабатывается и распространяется одноименной компанией. Программное обеспечение SYSTRAN со временем использовалось ВВС США, НАСА, Европейской комиссией и онлайн-сервисами, такими как Babel Fish и AOL

## История
Уроженец Венгрии Питер Тома начал разрабатывать программное обеспечение для машинного перевода с русского на английский в 1956 году в Калифорнийском технологическом институте, на Datatron 205, первом компьютере института. Позже он работал в Джорджтаунском университете, где возникла система Serna, которая также переводила русские тексты на английский язык. В 1962 году Тома основал собственную компанию, создавшую системы Autotran и Technotran, специализирующуюся на русско-английских переводах в области атомной энергии и медицины.
В середине 1960-х годов Тома работал в Германии, где при поддержке Немецкого научно-исследовательского сообщества запрограммировал прототип Systran на компьютерах IBM 360.
В 1968 году в Ла-Холье, штат Калифорния, Тома основал компанию Latsec, которая разработала Systran для ВВС Соединенных Штатов. На военно-воздушной базе Райт-Паттерсон в Огайо научно-технические русские документы были переведены на английский язык. В середине 1970-х годов Systran использовался NASA в рамках проекта тестирования Союз-Аполлон, работающего совместно с Советским Союзом.
В 1975 году Европейская комиссия начала использовать Systran в качестве системы автоматического перевода. Для этого был заключен контракт с новой компанией Питера World Translation Center (WTC). Служба переводов комиссии разработала для Systran многочисленные системы перевода между различными языками созданного позже Европейского Союза.
В 1986 году в Люксембурге состоялась Всемирная конференция SYSTRAN, организованная Европейской комиссией. В том же году французский предприниматель Жан Гахот Томас приобрел компании World Translation Center и Latsec, а также Немецкий институт Systran. Гахот упростил структуру компании и основал в 1989 году компанию SYSTRAN S.A., главу международной SYSTRAN-группы.
В 2014 году SYSTRAN был выкуплен корейской компанией CSLi, которая затем изменила свое название на SYSTRAN International.